# Prix BD Québec
 (novembre 2018).
Si vous disposez d'ouvrages ou d'articles de référence ou si vous connaissez des sites web de qualité traitant du thème abordé ici, merci de compléter l'article en donnant les références utiles à sa vérifiabilité et en les liant à la section « Notes et références ».
Les Prix BD Québec ont été remis de 1999 à 2002 par le défunt site d'information et d'actualité sur la bande dessinée québécoise BD Québec (1995-2009?). Pour chaque catégorie, des finalistes étaient soumis au vote des internautes.

## Prix Album
- 1999 : Scaphandre 8, t.1 : Le naufragé de Mémoria, Jean-Paul Eid, Éditions Mille-Îles.
- 2000 : ?
- 2001 : La mare au diable, Voro d'après George Sand, Éditions Mille-Îles.
- 2002 : Paul a un travail d'été, Michel Rabagliati, La Pastèque.

## Prix Fanzine
- 2002 : Viscéral (et archétypique), Jimmy Beaulieu, Colosse.